# Stenia
Stenia is een geslacht van ongeveer twintig soorten orchideeën uit de onderfamilie Epidendroideae.
Het zijn kleine epifytische planten uit warme, tropische wouden van Zuid-Amerika en Trinidad.

## Naamgeving enetymologie
- Synoniemen: Stenopolen Raf. (1838), Dodsonia Ackerman (1979)

De botanische naam Stenia is afkomstig van het Oudgriekse στενός, stenos (smal), naar de bovenste pollinia die lang en smal van vorm zijn.

## Kenmerken
Stenia-soorten zijn kleine epifytische planten zonder pseudobulben, met korte, dunne, waaiervormig geplaatste, breed-ovale bladeren met stompe top en smalle basis, en één korte, okselstandige, kruipende of rechtopstaande eenbloemige bloeistengel, met een tot 5,5 cm grote opvallende bloem.
De bloemen zijn niet-geresupineerd en hebben gelijkvormige kelk- en kroonbladen. De bloemlip is groot en zakvormig, met een basaal callus met longitudonale ribben. Het gynostemium draagt vier pollinia, waarvan vooral de bovenste twee lang en smal zijn.

## Taxonomie
Stenia werd in 1837 beschreven door John Lindley, en omvatte aanvankelijk slechts één soort en daarna twee soorten, S. pallida en S. guttata. In 1969 werd S. saccata beschreven, een soort die ondertussen door Ackerman naar het geslacht Dodsonia is verhuisd. Doch de ontdekking in 2000 van een intermediaire soort Stenia glatzii en recent DNA-onderzoek uit 2005 door Whitten en anderen. toont aan dat er geen rechtvaardiging is voor het onderscheid tussen beide geslachten. De verwachting is dat zij in de toekomst samengevoegd worden.

### Soortenlijst
- Stenia angustilabia D.E.Benn. & Christenson (1998)
- Stenia aurorae D.E.Benn. & Christenson (1998)
- Stenia bismarckii Dodson & D.E.Benn. (1989)
- Stenia bohnkianus V.P.Castro & G.F.Carr (2004)
- Stenia calceolaris (Garay) Dodson & D.E.Benn. (1989)
- Stenia christensonii D.E.Benn. (1998)
- Stenia dodsoniana Pupulin (2007)
- Stenia falcata (Ackerman) Dressler (2005) (=Dodsonia falcata Ackerman (1979))
- Stenia glatzii Neudecker & G.Gerlach (2000)
- Stenia guttata Rchb.f. (1880)
- Stenia jarae D.E.Benn. (1992)
- Stenia lillianae Jenny ex D.E.Benn. & Christenson (1994)
- Stenia luerorum D.E.Benn. & Christenson (1998)
- Stenia nataliana R.Vásquez & Nowicki & R.Müll. (2001)
- Stenia pallida Lindl. (1837)
- Stenia pastorellii D.E.Benn. (1992)
- Stenia pustulosa D.E.Benn. & Christenson (1994)
- Stenia saccata Garay (1969) (=Dodsonia saccata (Garay) Ackerman (1979))
- Stenia stenioides (Garay) Dodson & R.Escobar (1993)
- Stenia uribei P.Ortiz (2004)
- Stenia vasquezii Dodson (1989)
- Stenia wendiae D.E.Benn. & Christenson (1994)